# Патнаик, Утса
Утса Патнаик (англ. Utsa Patnaik; род. 1945) — индийский экономист-марксист и историк. Она преподавала в Центре экономических исследований и планирования в Школе социальных наук Университета Джавахарлала Неру (JNU) в Нью-Дели с 1973 года до выхода на пенсию в 2010 году. Утса Патнаик подготовила фундаментальные исследования об ущербе, нанесённом Индии британским колониальным правлением. Утса Патнаик — профессор эмеритус Университета Джавахарлала Неру.
Её муж — экономист-марксист Прабхат Патнаик.

## Биография
Патнаик получила докторскую степень по экономике в Сомервильском колледже в Оксфорде, прежде чем вернуться в Индию, чтобы присоединиться к команде преподавателей Университета Джавахарлала Неру, где она преподавала в Школе социальных наук с 1973 года. Основные области её научных интересов — проблемы перехода от общества с преобладанием сельского хозяйства и крестьянства к обществу индустриальному как в историческом контексте, так и в настоящее время применительно к Индии; и вопросы, касающиеся продовольственной безопасности и бедности.
В 2000 году профессор, а впоследствии декан факультета общественных наук Утса Патнаик вместе с профессором Зоей Хасан основала в Школе социальных наук университета Программу женских исследований Women’s Studies Programme, WSP), которая предоставила отдельное пространство для разработки вопросов, связанных с женщинам и гендерными вопросами, как в преподавании, так и в науке.

## Научные работы
Эти вопросы обсуждались в более чем 110 статьях, опубликованных в виде глав в книгах и журналах. У.Пранаик является автором нескольких книг, в том числе «Классовая дифференциация крестьян: исследование метода (Peasant Class Differentiation — A Study in Method)» (1987 г.), «Долгий переход (The Long Transition)» (1999 г.) и «Голодная республика и другие очерки (The Republic of Hunger and Other Essays)» (2007 г.).
Немецкий перевод отрывков из последней книги появился в 2009 году.
Учёный также была редактором и соредактором нескольких изданий, в том числе «Цепи рабства — зависимость и рабство в Индии (Chains of Servitude — Bondage and Slavery in India)» (1985 г.), «Аграрные отношения и накопление — дебаты о способе производства в Индии (Agrarian Relations and Accumulation — the Mode of Production Debate in India)»(1991 г.), «Создание истории. Очерки, представленные Ирфану Хабибу (The Making of History — Essays presented to Irfan Habib)» (2000 г.), «Аграрный вопрос у Маркса и его преемников (The Agrarian Question in Marx and his Successors)» в двух томах (2007 г., 2011) и «Теория имперского капитализма (A Theory of Imperial Capitalism)».

### Отзывы о книгах
- Bagchi, Amiya Kumar. On A Theory of Imperialism. Social Scientist, edited by Utsa Patnaik and Prabhat Patnaik, vol. 45, no. 3/4, Social Scientist, 2017, pp. 87–91.
- Vijay, R. The Agrarian Question and the Marxist Method. Economic and Political Weekly, edited by Utsa Patnaik, vol. 48, no. 35, Economic and Political Weekly, 2013, pp. 27–30.
- Pratt, Brian. Development in Practice, edited by Utsa Patnaik and Sam Moyo, vol. 22, no. 7, Taylor & Francis, Ltd., 2012, pp. 1060–1061.
- Gopinath, Ravindran. Social Scientist, edited by Utsa Patnaik, vol. 36, no. 1/2, Social Scientist, 2008, pp. 94–97.
- Bose, Sugata. The Journal of Asian Studies, edited by Jan Breman et al. , vol. 47, no. 4, [Cambridge University Press, Association for Asian Studies], 1988, pp. 912–914, doi:10.2307/2057913.

### Избранные журнальные статьи

#### 2010—2019 гг.
- Patnaik, Utsa (2014). Aspects of India's Colonial Economic History. Economic and Political Weekly. 49 (5): 31–39. ISSN 0012-9976. JSTOR 24479145.
- Patnaik, Utsa (2014). India in the World Economy 1900 to 1935: The Inter-War Depression and Britain's Demise as World Capitalist Leader. Social Scientist. 42 (1/2): 13–35. ISSN 0970-0293. JSTOR 24372997.
- Patnaik, Utsa (2013). Gurdarshan Singh Bhalla. Social Scientist. 41 (11/12): 79–81. ISSN 0970-0293. JSTOR 23610458.
- Patnaik, Utsa (2013). Poverty Trends in India 2004–05 to 2009–10: Updating Poverty Estimates and Comparing Official Figures. Economic and Political Weekly. 48 (40): 43–58. ISSN 0012-9976.
- Swaminathan, M S (2013). Cash Transfers and UID. Economic and Political Weekly. 48 (1): 4–5.
- Patnaik, Utsa (2013). Sectional President's Address: India In The World Economy 1900 To 1935: The Inter-war Depression And Britain's Demise As World Capitalist Leader. Proceedings of the Indian History Congress. 74: 682–702. ISSN 2249-1937. JSTOR 44158872.
- Patnaik, Utsa (2012). Capitalism and the Production of Poverty. Social Scientist. 40 (1/2): 3–20. ISSN 0970-0293. JSTOR 23124193.
- Patnaik, Utsa (2010). On Some Fatal Fallacies. Economic and Political Weekly. 45 (47): 81–87. ISSN 0012-9976. JSTOR 25764157.
- Patnaik, Utsa (2010). Jyoti Basu and Bengal. Social Scientist. 38 (7/8): 53–60. ISSN 0970-0293. JSTOR 27866723.
- Patnaik, Utsa (2010). A Critical Look at Some Propositions on Consumption and Poverty. Economic and Political Weekly. 45 (6): 74–80. ISSN 0012-9976. JSTOR 25664093.
- Patnaik, Utsa (2010). Trends in Urban Poverty under Economic Reforms: 1993–94 to 2004–05. Economic and Political Weekly. 45 (4): 42–53. ISSN 0012-9976. JSTOR 25664044.

#### 2000—2009 гг.
- Patnaik, Utsa (2008). The Question of Employment and Livelihoods in Labour Surplus Economies. Social Scientist. 36 (5/6): 4–21. ISSN 0970-0293. JSTOR 27644276.
- Krishnan, Vijoo (2008). The Agrarian Question. Social Scientist. 36 (3/4): 100–110. ISSN 0970-0293. JSTOR 27644271.
- Ahmad, Aijaz (2007). Pause on Indo-US Deal. Economic and Political Weekly. 42 (34): 3438. ISSN 0012-9976. JSTOR 4419928.
- Patnaik, Utsa (2007). Neoliberalism and Rural Poverty in India. Economic and Political Weekly. 42 (30): 3132–3150. ISSN 2349-8846. JSTOR 4419844.
- Patnaik, Utsa (2007). New Data on the Arrested Development of Capitalism in Indian Agriculture. Social Scientist. 35 (7/8): 4–23. ISSN 0970-0293. JSTOR 27644228.
- Bagchi, Amiya Kumar (2007). On Nandigram. Economic and Political Weekly. 42 (13): 1066. ISSN 0012-9976. JSTOR 4419392.
- Patnaik, Utsa (2005). Theorizing Food Security and Poverty in the Era of Economic Reforms. Social Scientist. 33 (7/8): 50–81. ISSN 0970-0293. JSTOR 3516886.
- Patnaik, Utsa (2005). Andre Gunder Frank (1929–2005). Social Scientist. 33 (5/6): 93–97. ISSN 0970-0293. JSTOR 3517969.
- Patnaik, Utsa (2004). The Republic of Hunger. Social Scientist. 32 (9/10): 9–35. doi:10.2307/3518206. ISSN 0970-0293. JSTOR 3518206.
- Patnaik, Utsa (2004). Principal Task on the Agrarian Front. Social Scientist. 32 (7/8): 36–41. doi:10.2307/3518255. ISSN 0970-0293. JSTOR 3518255.
- Patnaik, Utsa (2003). Food Stocks and Hunger: The Causes of Agrarian Distress. Social Scientist. 31 (7/8): 15–41. doi:10.2307/3518306. ISSN 0970-0293. JSTOR 3518306.
- Patnaik, Utsa (2002). Agrarian Crisis and Global Deflationism. Social Scientist. 30 (1/2): 3–30. doi:10.2307/3518242. ISSN 0970-0293. JSTOR 3518242.
- Patnaik, Utsa (2000). Output and Employment in Rural China: Some Post-Reform Problems. Economic and Political Weekly. 35 (38): 3420–3427. ISSN 0012-9976. JSTOR 4409748.